# Edward Strasburger
Edward Adolf Strasburger (ur. 1 lutego 1844 w Warszawie, zm. 19 maja 1912 w Bonn) – polski i niemiecki botanik oraz anatom i cytolog roślin.

## Biografia
Jego rodzina wywodziła się z Saksonii. Do Warszawy sprowadziła się w XVIII wieku za sprawą dziadka Jana, za panowania Augusta III Sasa. Dziadek Edwarda był protoplastą polskiej gałęzi rodu Strasburgerów. Ród ten dał Polsce wielu wybitnych przedstawicieli inteligencji. Spokrewnione z Edwardem były: prof. historii UJ Zofia Kozłowska-Budkowa i prof. botaniki UJ Aniela Kozłowska. Był synem cukiernika warszawskiego Edwarda Bogumiła Strasburgera. Jego brat Leon Henryk brał udział w powstaniu styczniowym.
Studiował botanikę na: Uniwersytecie Warszawskim (habilitacja w 1867 roku), Sorbonie, Uniwersytecie w Jenie – (profesor, od 1869 do 1880 roku kierownik Katedry Botaniki), Uniwersytecie w Bonn (doktorat w 1865 roku, w latach 1880–1912 dziekan, rektor Instytutu Botanicznego, kierownik Katedry Botaniki).
Od 1873 roku (zatwierdzony w 1874 roku) był członkiem korespondentem, a od 1888 – członkiem czynnym Akademii Umiejętności w Krakowie.
Edward Strasburger badał rośliny: mchy, paprocie, drzewa iglaste. Wyniki jego prac stworzyły podstawy dla rozwoju biologii komórki, genetyki, współczesnej medycyny regeneracyjnej. Przedmiotem zainteresowania Edwarda Strasburgera były jądra komórkowe. Pierwszy nauczył się barwić struktury jądra komórkowego i obserwować je podczas podziału komórki. Wykazał, że struktury jądra nie są każdorazowo tworzone od nowa w podzielonych komórkach potomnych, jak to sądzono dotychczas, ale ulegają złożonym podziałom.
Jako pierwszy przeprowadził badania embriologiczne nad roślinami nagonasiennymi oraz okrytonasiennymi. Terminy wprowadzone przez niego do nauki do opisu badanych procesów i struktur komórki weszły do niemal wszystkich języków. Wprowadził i opisał takie pojęcia jak: cytoplazma, nukleoplazma, mitoza, mejoza, kariokineza, chromosom, kariotyp, haploidalna i diploidalna liczba chromosomów.
Edward Strasburger był współredaktorem wielu podręczników botaniki. W 1894 wydał, wraz z trzema innymi profesorami, podręcznik: „Lehrbuch der Botanik für Hochschulen”, który jest wznawiany i tłumaczony na wiele języków do dzisiaj. W swej książce O formowaniu i dzieleniu się komórek przedstawił główne założenia mitozy. Publikował swoje artykuły w języku polskim, niemieckim, francuskim i angielskim. W Polsce ukazywały się one w takich czasopismach jak: „Wszechświat”, „Tygodnik Lekarski”, „Biblioteka Warszawska”, „Roczniki Akademii Umiejętności” i inne.
Członek Krakowskiego Towarzystwa Naukowego, Akademii Umiejętności, Royal Society w Londynie, Akademii Nauk w Berlinie, w Monachium, w Paryżu, National Academy of Science w USA, w Rzymie oraz Akademii Belgijskiej, Holenderskiej, Duńskiej i Norweskiej.
W Polsce postać Edwarda Strasburgera pozostaje zapomniana, natomiast w Niemczech, Anglii, w Stanach Zjednoczonych do dzisiaj jego zasługi dla nauki są szeroko znane.
Na jego cześć Henri Ernest Baillon w 1876 wyróżnił nowy rodzaj roślin pod nazwą Strasburgeria, od której utworzona została później nazwa rodziny Strasburgeriaceae.
Syn profesora Edwarda Strasburgera wykształcony w Niemczech Julian Strasburger (1871–1934) był neurologiem, profesorem medycyny we Wrocławiu.

## Wybrane prace
- O wielozarodkowości W: Rozprawy i Sprawozdania z Posiedzeń Wydziału Matematyczno-Przyrodniczego Akademii Umiejętności T. 5 (1878)
- Historja rozwoju zarodników u glewika : studjum nad dzieleniem się komórek Warszawa 1880
- Krótki przewodnik do zajęć praktycznych z botaniki mikroskopowej  Warszawa 1887[8]
- Streifzüge an der Riviera
- Podręcznik botaniki dla szkół wyższych Warszawa 1915